# Microtragus luctuosus
Microtragus luctuosus är en skalbaggsart som först beskrevs av William Edward Shuckard 1830.  Microtragus luctuosus ingår i släktet Microtragus och familjen långhorningar. Inga underarter finns listade i Catalogue of Life.